# Верповальное судно
Верповальное судно (англ. warping vessel) — историческое название вспомогательных речных судов, предназначенных для буксировки сплавных плотов вниз по течению в тех местах, где скорость этого течения была явно недостаточной.
Как правило, верповальные суда для транспортировки сплавных грузов использовали так называемую процедуру перетяжки. Для этого судно сначала становилось на якорь в некотором отдалении от плота. Затем плот подтягивался к судну с помощью судовой лебёдки, судно отходило в нужном направлении и вся операция повторялась заново..